# بويعلا (تاينزرت إداو لكان)
بويعلا هو دُوَّار يقع بجماعة تاغجيجت، إقليم كلميم، جهة كلميم واد نون في المملكة المغربية. ينتمي الدوّار لمشيخة تاينزرت إداو لكان التي تضم 3 دواوير. يقدر عدد سكانه بـ 561 نسمة حسب الإحصاء الرسمي للسكان والسكنى لسنة 2004.

## روابط خارجية
- البوابة الوطنية للجماعات الترابية نسخة محفوظة 12 مارس 2018 على موقع واي باك مشين.
- المندوبية السامية للتخطيط